# Mikrantemum
Mikrantemum (Micranthemum Michx.) – rodzaj roślin zielnych z rodziny linderniowatych. Obejmuje w zależności od ujęcia 13, 14 lub 17 gatunków. Rośliny te występują na kontynentach amerykańskich od wschodniej i południowej części Stanów Zjednoczonych, poprzez Amerykę Centralną i Karaiby po północną Argentynę w Ameryce Południowej. Występują na siedliskach mokradłowych, przynajmniej okresowo zalewanych. Nazwa naukowa rodzaju pochodzi od greckich słów μικρό (mikro – mały) i άνθισμα (anthioma – kwitnienie). Mikrantemum okrągłolistne wykorzystywane jest jako szybko rosnąca i dość łatwa w uprawie roślina akwariowa.

## Morfologia

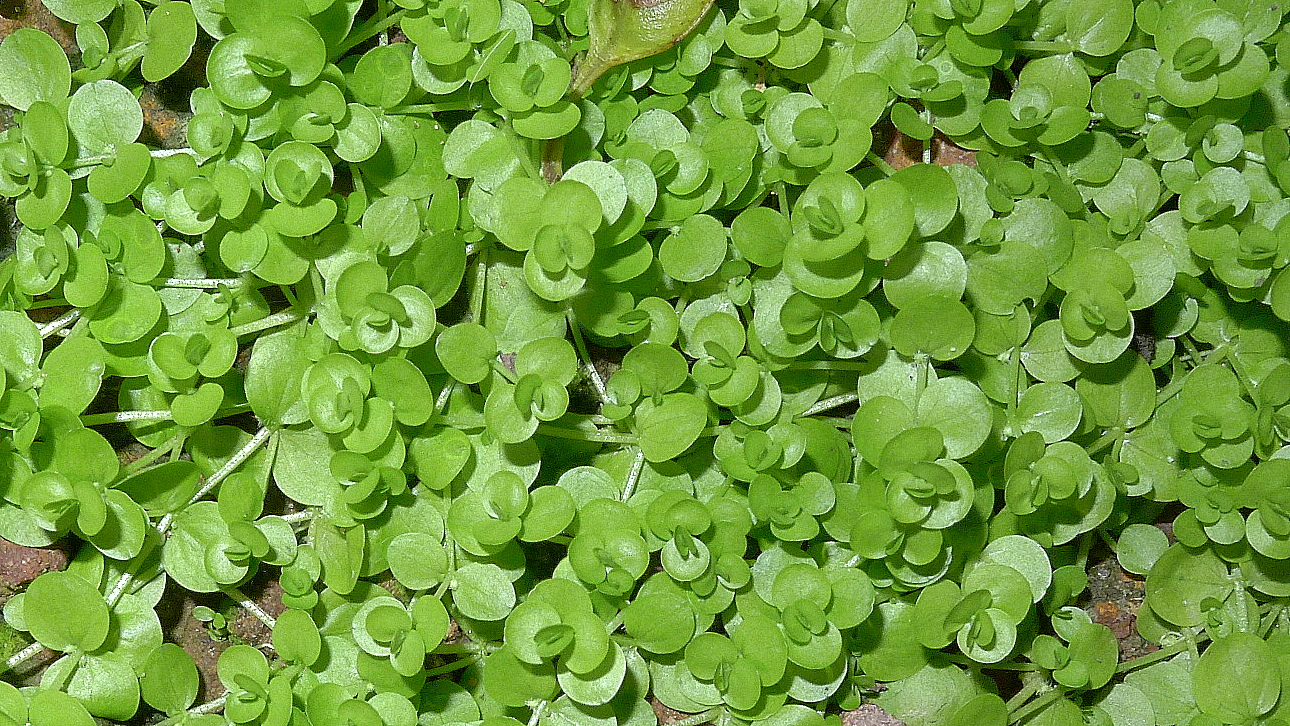
Mikrantemum okrągłolistne

PokrójNiewielkie, na ogół jednoroczne, rzadziej wieloletnie rośliny rośliny zielne. Pędy nagie, płożące się, korzeniące w węzłach, niewyraźnie czworokanciaste.
LiścieNaprzeciwległe, czasem w okółkach, siedzące, zaokrąglone do szerokojajowatych, całobrzegie.
KwiatyDrobne, wyrastające z kątów liści, krótkoszypułkowe lub siedzące. Działki kielicha cztery, zrośnięte tylko u nasady. Korona biaława, dwuwargowa, o rurce krótkiej. Trzy większe płatki równej wielkości lub z jednym większym od bocznych, dwa górne płatki bardzo krótkie, schowane pod działkami, zrośnięte w jeden pozorny płatek, czasem rozcięty na szczycie. Pręciki dwa, wystające z rurki korony. Zalążnia jednokomorowa, kulista lub jajowata, z prostą szyjką słupka na końcu z rozwidlonym znamieniem.
OwoceKuliste lub jajowate torebki zawierające liczne lub tylko kilka nasion.

## Systematyka
Rodzaj klasyfikowany jest do rodziny linderniowatych Linderniaceae. Przed ustaleniem pozycji w systemie APG IV z 2016 zaliczany był do rodziny Phrymaceae, babkowatych Plantaginaceae, trędownikowatych Scrophulariaceae, przetacznikowatych Veronicaceae. Do rodzaju zaliczane są gatunki wyodrębniane dawniej w rodzaje Amphiolanthus Griseb. (1866) i Hemisiphonia Urban (1909).
Wykaz gatunków
- Micranthemum arenarioides (Griseb.) M.Gómez
- Micranthemum bryoides (Griseb.) M.Gómez
- Micranthemum callitrichoides (Griseb.) C.Wright
- Micranthemum erosum (Griseb.) Eb.Fisch., Schäferh. & Kai Müll.
- Micranthemum glomeratum (Chapm.) Shinners
- Micranthemum longipes (Urb.) Acev.-Rodr.
- Micranthemum micranthemoides Wettst.
- Micranthemum procerorum L.O.Williams
- Micranthemum reflexum (C.Wright ex Griseb.) C.Wright
- Micranthemum rotundatum Griseb.
- Micranthemum standleyi L.O.Williams
- Micranthemum tetrandrum C.Wright
- Micranthemum umbrosum (J.F.Gmel.) S.F.Blake – mikrantemum okrągłolistne